# 30th Anniversary Live 令和だ!由美子だ!全員集合! 〜日本青年館で逢いましょう〜
『30th Anniversary Live 令和だ!由美子だ!全員集合! 〜日本青年館で逢いましょう〜』は、2021年12月15日に発売された日本の歌手・高橋由美子の映像作品。

## 概要
2021年6月27日に日本青年館で開催された30周年記念コンサートの模様を収録。
高橋が単独公演を行うのは2009年のライヴ以来12年ぶりとなり、高橋本人がコンサートの企画とプロデュースを行った。コンサートのタイトルは1992年のコンサート・ツアー『高橋由美子コンサート'92 夏だ!由美子だ!全員集合!』とシングル「コートダジュールで逢いましょう」のセルフ・オマージュとなっており、コンセプトは「令和に復活した20世紀最後の正統派アイドル」。会場は本人の希望でファースト・ライヴを行った日本青年館で開催された。
Deluxe Editionには特典CDとDVDが付属しており、DVDには『プロモーション〜高橋由美子ライブ〜』として映像化されていたファースト・ライヴ『と・き・め・き91 お中元まつり』を新たにビクターの倉庫から見つかった未発表の映像と音楽を加え新たに編集し直した映像が収録。特典CDは「海賊盤」と称し本編の音声トラックを収録。

## 収録内容
| #   | タイトル                                                                   | 作詞 | 作曲・編曲 |
| --- | -------------------------------------------------------------------------- | ---- | ---------- |
| 1.  | 「Fight!」                                                                 |      |            |
| 2.  | 「笑顔の魔法」                                                             |      |            |
| 3.  | 「だいすき」                                                               |      |            |
| 4.  | 「コートダジュールで逢いましょう」                                         |      |            |
| 5.  | 「すき...でもすき」                                                        |      |            |
| 6.  | 「Good Love」                                                              |      |            |
| 7.  | 「友達でいいから」                                                         |      |            |
| 8.  | 「瑠璃色の地球（ゲスト：鈴木大介（ギター）、近藤嘉宏（ピアノ））」         |      |            |
| 9.  | 「A Song For You（ゲスト：鈴木大介（ギター）、近藤嘉宏（ピアノ））」       |      |            |
| 10. | 「yell ～Ballade～（ゲスト：鈴木大介（ギター）、近藤嘉宏（ピアノ））」     |      |            |
| 11. | 「yell（ゲスト：鈴木大介（ギター）、近藤嘉宏（ピアノ）（バンドと共演））」 |      |            |
| 12. | 「Good-bye Tears」                                                         |      |            |
| 13. | 「PEACE BOMBER」                                                           |      |            |
| 14. | 「風神雷神ガール」                                                         |      |            |
| 15. | 「アチチッチ（アンコール）」                                               |      |            |
| 16. | 「Step by Step（アンコール）」                                             |      |            |
| 17. | 「Fight！ （アンコール、共演：夢∞NITY）」                                  |      |            |

| #   | タイトル                              | 作詞 | 作曲・編曲 |
| --- | ------------------------------------- | ---- | ---------- |
| 1.  | 「PEACE BOMBER」                      |      |            |
| 2.  | 「Fight！」                           |      |            |
| 3.  | 「Whisper」                           |      |            |
| 4.  | 「SHAMPOO」                           |      |            |
| 5.  | 「と♥き★め♥き」                       |      |            |
| 6.  | 「乙女時代」                          |      |            |
| 7.  | 「雨に微笑みを」                      |      |            |
| 8.  | 「夏歌メドレー（カバー曲）」          |      |            |
| 9.  | 「セルロイドの夏休み」                |      |            |
| 10. | 「笑顔の魔法」                        |      |            |
| 11. | 「虹の彼方に」                        |      |            |
| 12. | 「Step by Step」                      |      |            |
| 13. | 「アルプスの少女」                    |      |            |
| 14. | 「と♥き★め♥き」                       |      |            |
| 15. | 「あなたへ…」                         |      |            |
| 16. | 「あなたへ…（夜公演、ボーナス映像）」 |      |            |